# Roiffieux
Roiffieux település Franciaországban, Ardèche megyében. Lakosainak száma 2723 fő (2022. január 1.). Roiffieux Annonay, Quintenas, Saint-Alban-d’Ay, Vernosc-lès-Annonay, Villevocance és Vocance községekkel határos.

## Népesség
A település népessége az elmúlt években az alábbi módon változott:
| Lakosok száma | 1181 | 2180 | 2285 | 2647 | 2812 | 2830 | 2785 | 2746 | 2724 | 2723 |
|               | 1968 | 1982 | 1990 | 2006 | 2013 | 2015 | 2017 | 2019 | 2020 | 2022 |